# إلين بيثيا
إلين بيثيا (بالإنجليزية: Ellen Bethea)‏ هي ممثلة أمريكية، ولدت في 4 يوليو 1967 في Langley Air Force Base ‏ في الولايات المتحدة.

## وصلات خارجية
- إلين بيثيا على موقع IMDb (الإنجليزية)
- إلين بيثيا على موقع ألو سيني (الفرنسية)
- إلين بيثيا على موقع قاعدة بيانات الأفلام السويدية (السويدية)
- إلين بيثيا على موقع قاعدة بيانات الفيلم (الإنجليزية)
- إلين بيثيا على موقع كينوبويسك (الروسية)